# Cordeiro en chilindrón

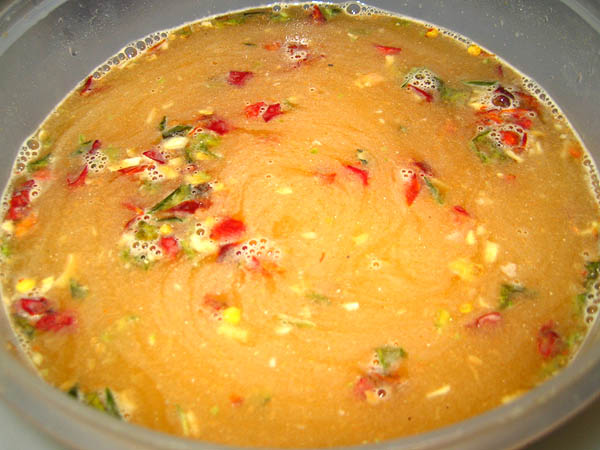
Cordeiro en chilindrón

O cordeiro en chilindrón (em castelhano: cordero en chilindrón; em basco: arkumea txilindron erara), por vezes chamado chilindrón de cordeiro, é um dos pratos típicos da gastronomia de Aragão, Navarra, Rioja e algumas partes do País Basco (onde é chamado simplesmente de txilindron), no norte de Espanha. Trata-se de um estufado de pedaços de cordeiro em molho de tomate e verduras que é servido quente. Tradicionalmente é um prato de primavera, mas atualmente pode ser consumido durante todo o ano.

## Características
O principal aroma que se desprende do chilindrón é proveniente dos pimentos frescos e secos, estes últimos chamados "pimentos chouriceiros" (pimiento choricero). Dependendo da receita, a parte do cordeiro que é mais comum usar é a perna. Há alguma polémica entre os especialistas se o prato deve ou não levar molho de tomate. Em vez de cordeiro pode também ser usado cabrito e alguns autores admitem também o uso de frango. Em qualquer das variantes, é sempre um guisado de elaborado com tomates, pimentos e cebola. Usualmente é acompanhado com batatas e servido muito quente numa caçarola de barro.

## Curiosidades
O escritor americano Ernest Hemingway mencionava este prato como um dos seus preferidos durante as suas estadias em Espanha.